# Mildora
Mildora o también Švestka Mildora es una variedad cultivar de ciruelo (Prunus domestica), de las denominadas ciruelas europeas.
Una variedad de ciruela que se creó en 1980 en el "Instituto de Fruticultura de Čačak", en Yugoslavia (hoy Serbia).
Las frutas tienen un tamaño mediano, con la piel color ambarino oscuro recubierta de pruina, espesa, blanquecina, sutura con línea poco visible, de color algo más oscuro que el fruto, y pulpa color amarillo dorado, textura de firmeza media, jugo medio alto, y sabor con buen aroma, excepcionalmente dulce.

## Sinonimia
- "Čačanská Mildora",
- "sljiva Mildora".

## Historia
'Mildora' variedad de ciruela que se creó en 1980 en el "Instituto de Fruticultura de Čačak", Yugoslavia (hoy Serbia), mediante el cruce de 'Large Sugar Prune' como "Parental Madre" x el polen de 'Čačanska Lepotica' como "Parental Padre". Fue creada por el equipo formado por el Dr. Dobrivoje Ogašanović, Dr. Milojko Ranković, Dr. Svetlana A. Paunović y Olga Mitrović, BSc.
Se la nombró y entró en circuitos comerciales en 2004. La variedad se utiliza ampliamente en la fruticultura comercial.

'Mildora' Se usa comercialmente porque tiene un buen rendimiento y los frutos son fáciles de transportar, también es resistente a la sharka (una infestación viral que conduce a la muerte de toda la planta).

## Características
'Mildora' es árbol moderadamente vigoroso, la copa es bastante densa, con fuertes ramas de armazón. Principalmente da frutos en espolones fructíferos, otros son menos comunes. La hoja es moderadamente grande, bastante lisa. Florece 2 o 3 días después de 'Stanley'. Es parcialmente autofértil. Portador de moderado a bueno, dependiendo de la localidad y la temporada.
'Mildora' tiene una talla de tamaño mediano de forma redondeado a con forma de huevo, con un peso promedio de 30 gr.; epidermis tiene una piel bastante fina de color ámbar oscuro recubierta de pruina, espesa, blanquecina, sutura con línea poco visible, de color algo más oscuro que el fruto; pedúnculo de longitud medio, grosor medio, leñoso, con escudete muy marcado, muy pubescente, con la cavidad del pedúnculo estrecha, poco profunda, rebajada en la sutura y más levemente en el lado opuesto; pulpa de color amarillo dorado, textura de firmeza media, jugo medio alto, y sabor con buen aroma, excepcionalmente dulce (contiene de 22,6 a más de 32 % de sólidos solubles).
Hueso con buenas propiedades de deshuesado, tamaño mediano, de color marrón claro.
Su tiempo de maduración varía según la región y las condiciones climáticas, y corresponde aproximadamente a principios de septiembre. Los frutos se vuelven azules hasta 14 días antes de estar completamente maduros, con un alto rendimiento, y un fácil transporte.

## Usos
Se usa comúnmente como postre fresco de mesa, buena ciruela para producir ciruelas pasas de gran calidad.

## Cultivo
Altamente compatible con portainjertos de plántulas de Myrobalan.
Variedad cultivada principalmente en Serbia y Alemania.

## Características y precauciones
Moderadamente susceptible al agente causal de la mancha roja de la hoja (Polystigma rubrum Pers.) y la roya de la ciruela (Puccinia pruni spinosae Diet.). Es muy susceptible al agente causal de la pudrición del fruto (Monilinia laxa Aderh et Ruhl . ).
Es prácticamente resistente al virus Plum pox (Sharka).